# Église Sainte-Claire de Stockholm
Pour les articles homonymes, voir Église Sainte-Claire.
L'église Sainte-Claire (suédois : Sankta Clara kyrka ou plus communément Klara kyrka) est une église du centre-ville de Stockholm en Suède.

## Historique
La construction du bâtiment commence dans la deuxième moitié du XVIe siècle sous la responsabilité du maître d'ouvrage hollandais Hendrik van Huwen, après quoi de nombreux architectes participent aux aménagements successifs de l'église, entre autres Willem Boy, Göran Josuæ Adelcrantz, Carl Fredrik Adelcrantz, Carl Hårleman et enfin de 1963 à 1965 Artur von Schmalensee. Avec ses 116 mètres de haut, l'église Sainte-Claire est la seconde plus haute église de Suède et de Scandinavie.

## Bâtiment

### Généralités

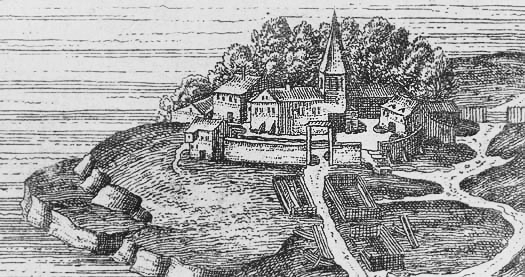
Le couvent Sainte-Claire, détail de la Blodbadsplanschen (1524).

L'église Sainte-Claire est située rue Klara Västra Kyrkogata dans le quartier de Norrmalm. Le cimetière, dont les limites n'ont guère changé depuis le XVIIe siècle, est pratiquement entièrement encerclé de constructions modernes. On y trouve une série de caveaux construits au XVIIIe siècle. La chapelle mortuaire remonte quant à elle à 1889.
C'est à ce même emplacement que sont fondés dans les années 1280 le couvent Sainte-Claire et son église. Le roi Gustave Vasa autorise la démolition du couvent en 1527, seul un diptyque étant conservé. L'église actuelle est construite sous le règne du roi Jean III, qui confie le chantier au maître d'ouvrage hollandais Hendrik van Huwen. Il est sans doute assisté de Willem Boy, en sa qualité d'architecte du roi.
L'église est construite en briques. Le plan au sol est en forme de croix latine, avec un chœur polygonal et un clocher côté ouest surmonté d'une flèche. La nef est recouverte de voûtes en croix. Deux sacristies sont adjointes au bâtiment côté nord, tandis que deux annexes polygonales sont situées de part et d'autre du clocher. La nef, le transept et le clocher sont érigés dans les années 1572 à 1590. La sacristie située côté ouest remonte à 1651, et est agrandie en 1835. Agneta Wrede fait construire le portail sud, qui est orné des armes des familles Wrede et Lillie.
L'escalier sud est construit en 1726, vraisemblablement sur des plans de 
Göran Josuæ Adelcrantz. En 1751, l'église est ravagée par un incendie et les travaux de reconstruction ont lieu dès l'année suivante, sous la direction du surintendant Carl Hårleman. C'est alors que l'escalier nord est édifié, et que la toiture prend son aspect actuel. Le clocher et les façades sont quant à eux finalisés lors d'une rénovation signée Helgo Zettervall dans les années 1884 à 1886. Les intérieurs remontent aux travaux d'Agi Lindegren en 1906-1907. Olle Hjortzberg prend en charge les voûtes et les peintures.
Le tableau à l'arrière du retable est une œuvre de Jonas Hoffman (1766), le retable lui-même étant dû à Carl Fredrik Adelcrantz (1787-1790) et les fonts baptismaux à Thor Thorén (1908). Le retable est flanqué de deux anges agenouillés, sculptés en 1904 d'après un original en plâtre de Johan Tobias Sergel. La chaire a vraisemblablement été construite en 1753 d'après des plans de Carl Hårleman.
L'église est entourée de dépendances, de quelques caveaux et du bâtiment de l'école Klara qui remonte au milieu du XVIIIe siècle.

### Vues intérieures du bâtiment

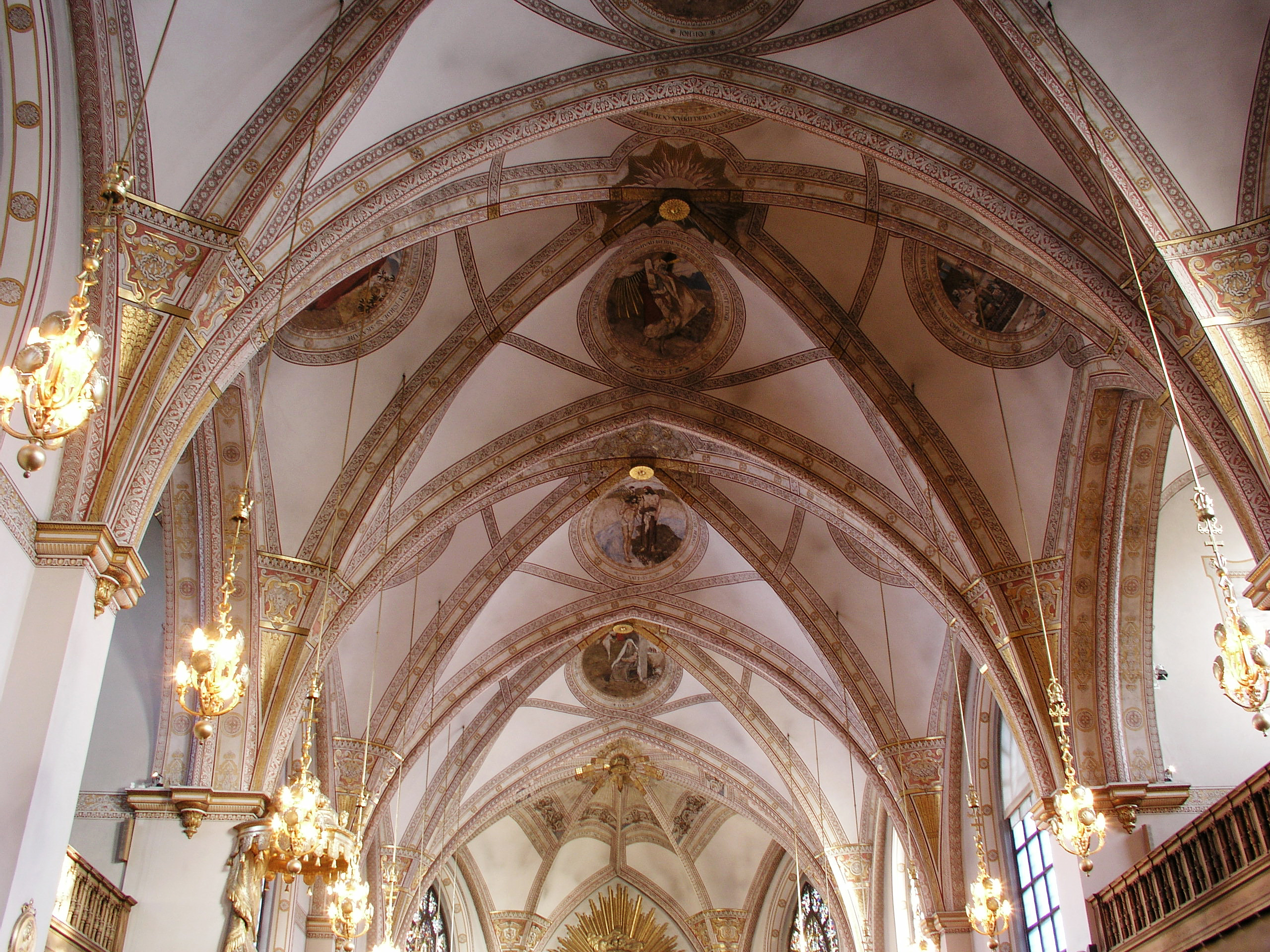
Les voûtes.
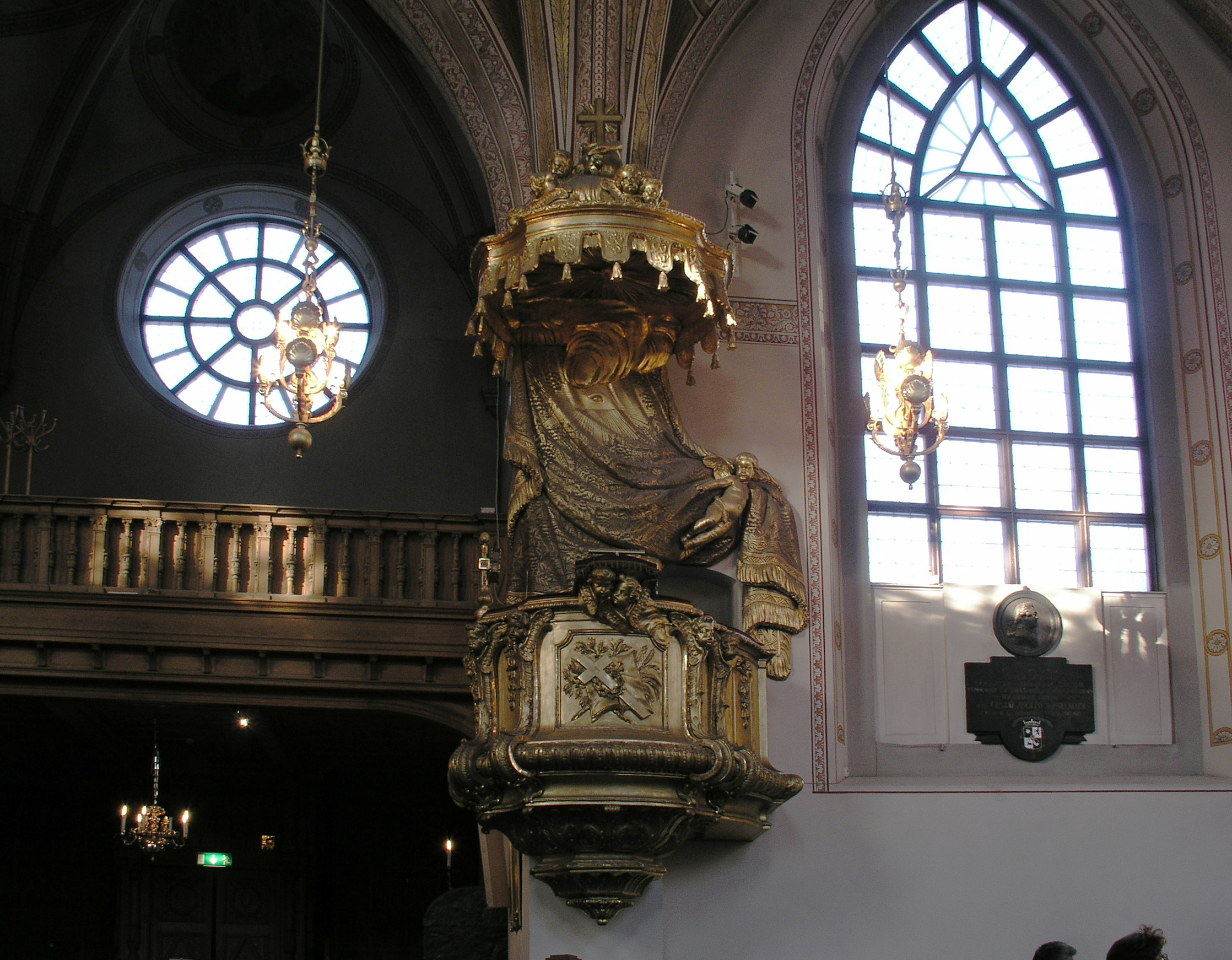
La chaire.
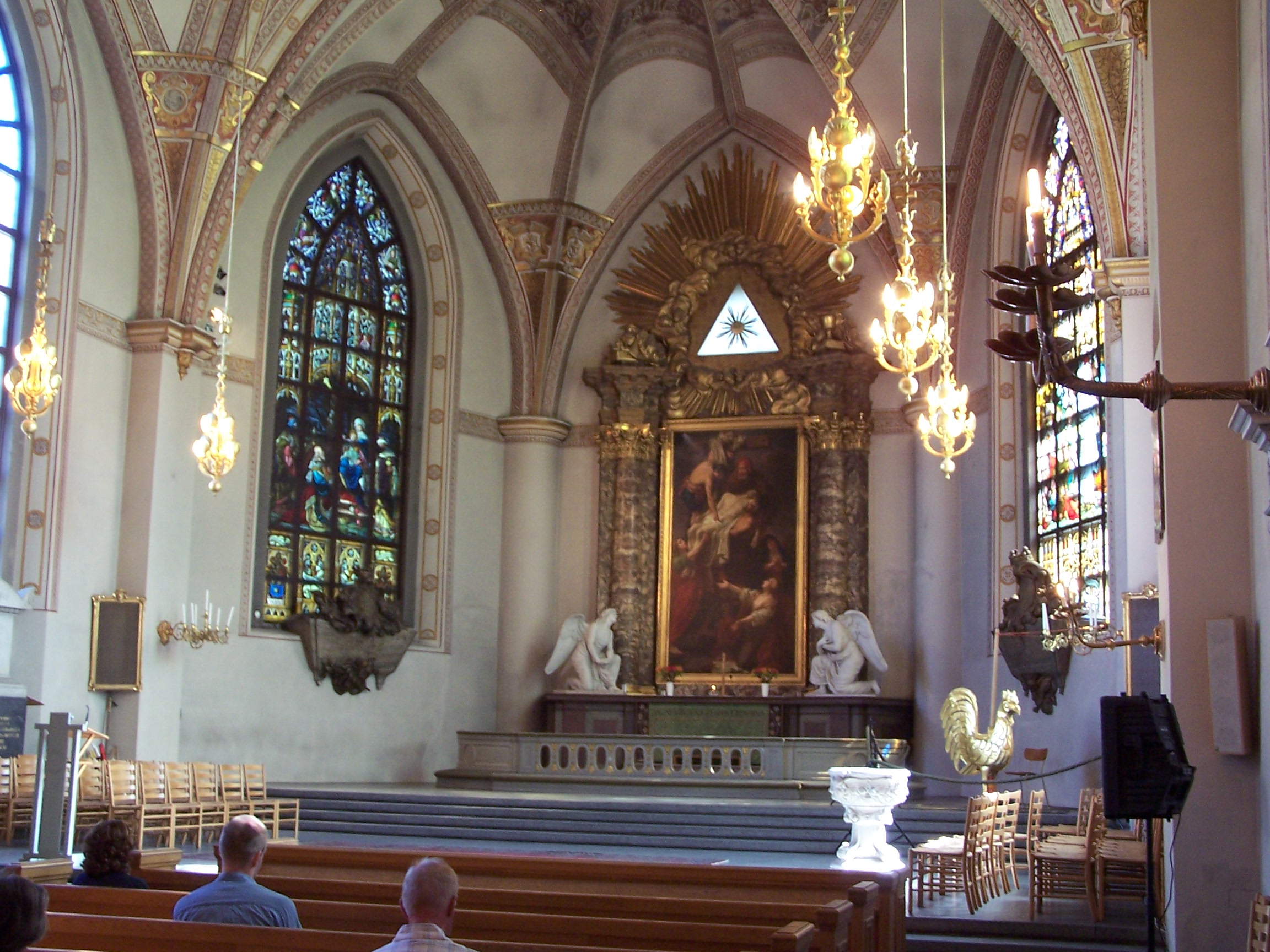
Le retable.
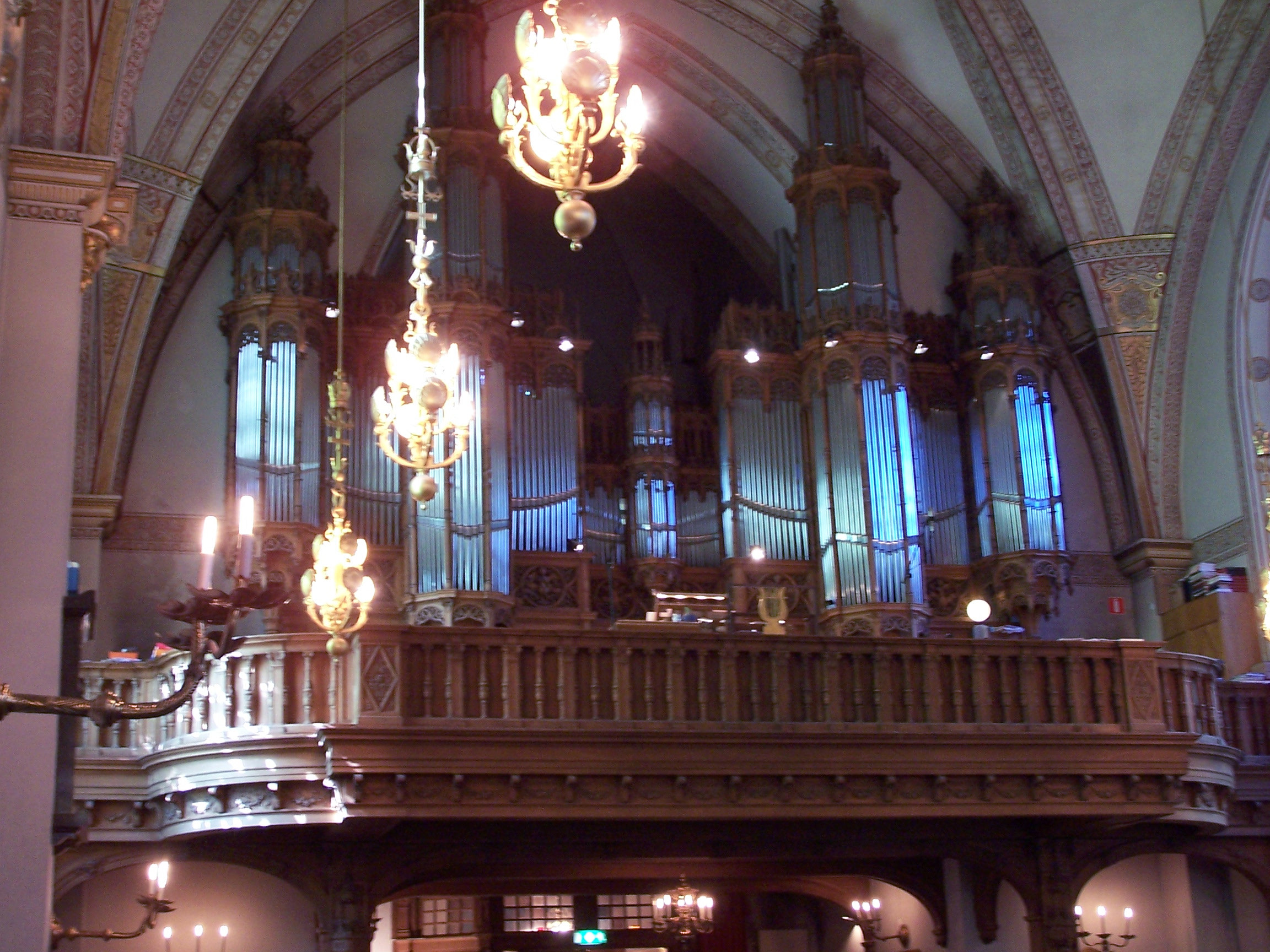
L'orgue.

## Clocher
Le clocher est construit en briques rouges avec des bandes de klinker noirs et brillants et se termine par une flèche de cuivre cernée de quatre petites tours. C'est en novembre 1932 que s'achèvent les travaux de couverture des 1 400 m2 du toit de la flèche par 1 600 plaques de cuivre, pour un poids total de 10 000 kg. Il s'agit alors du plus grand chantier de ce genre de l'histoire de la Suède.
La flèche est surmontée d'une girouette en fer forgé représentant un coq doré. Les travaux de rénovation de 1963-1965, conduits entre autres par Artur von Schmalensee, sont essentiellement techniques. On installe notamment un nouveau mécanisme électrique pour l'horloge. Le clocher est aujourd'hui muni d'un réseau d'extincteurs automatiques (sprinklers) pour la protection incendie. Le clocher est haut de 116 mètres, ce qui fait de l'église Sainte-Claire la seconde plus haute église de Suède et de Scandinavie après la cathédrale d'Uppsala.

### Vues extérieures du clocher

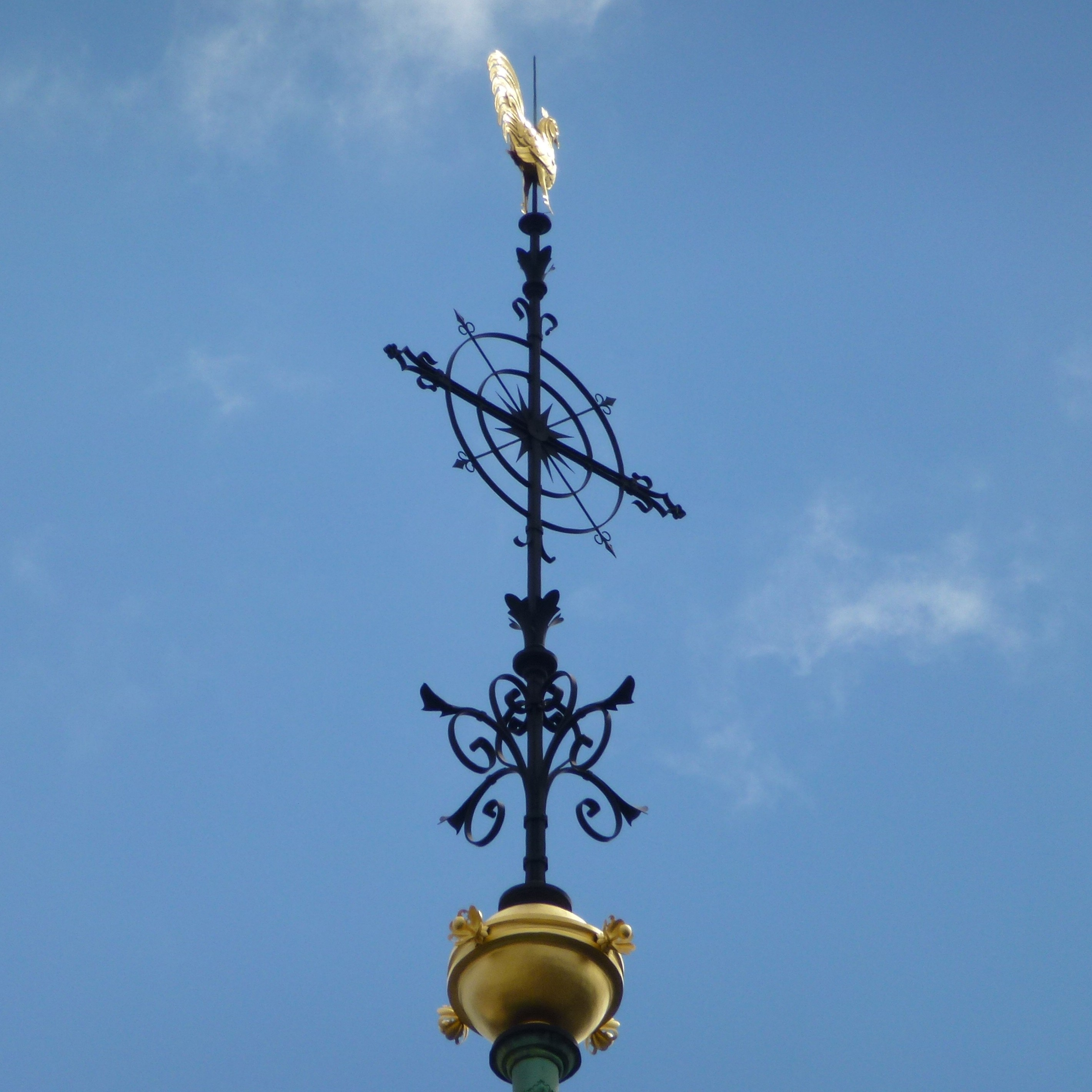
La girouette.
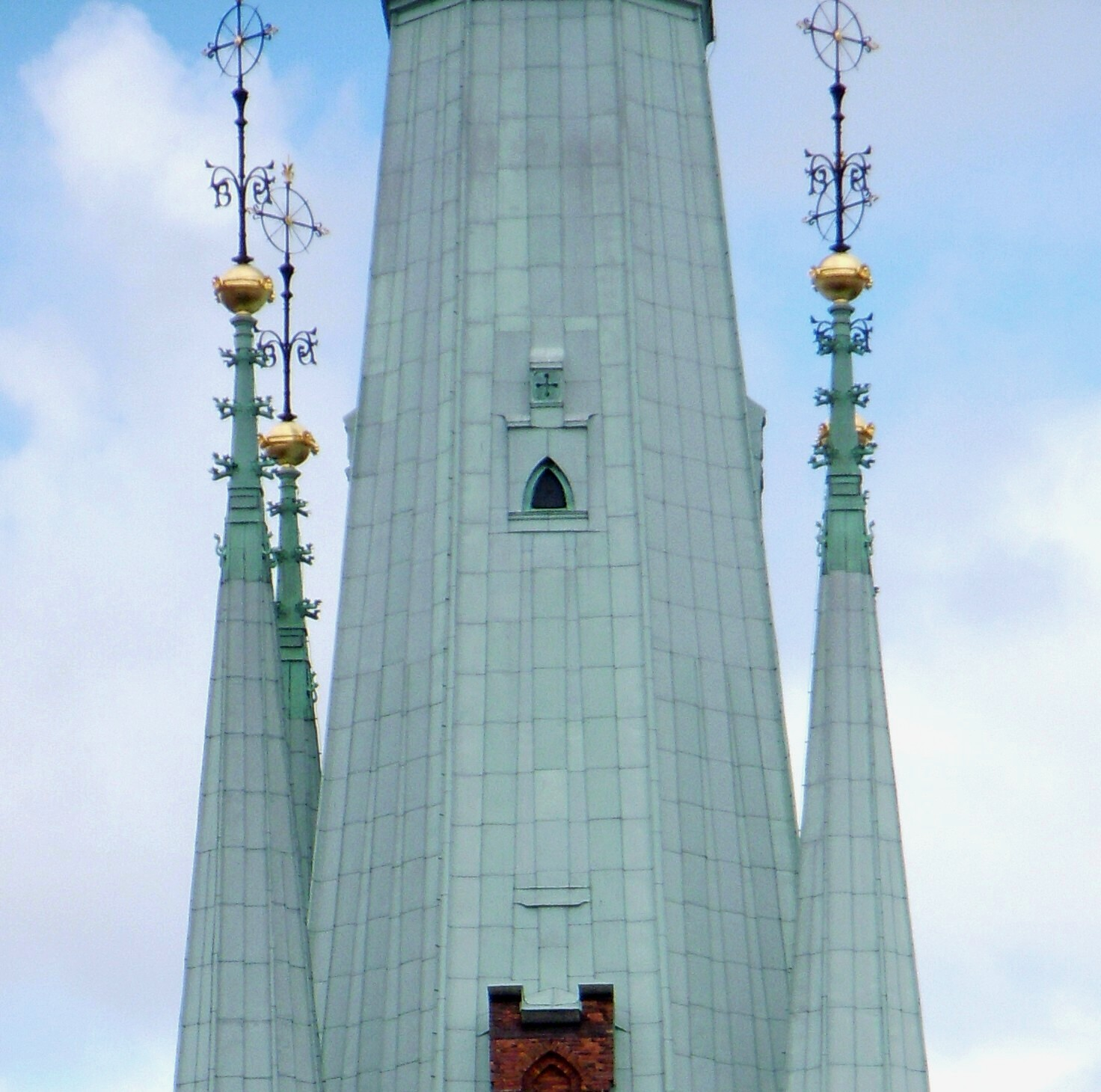
La flèche (détail).
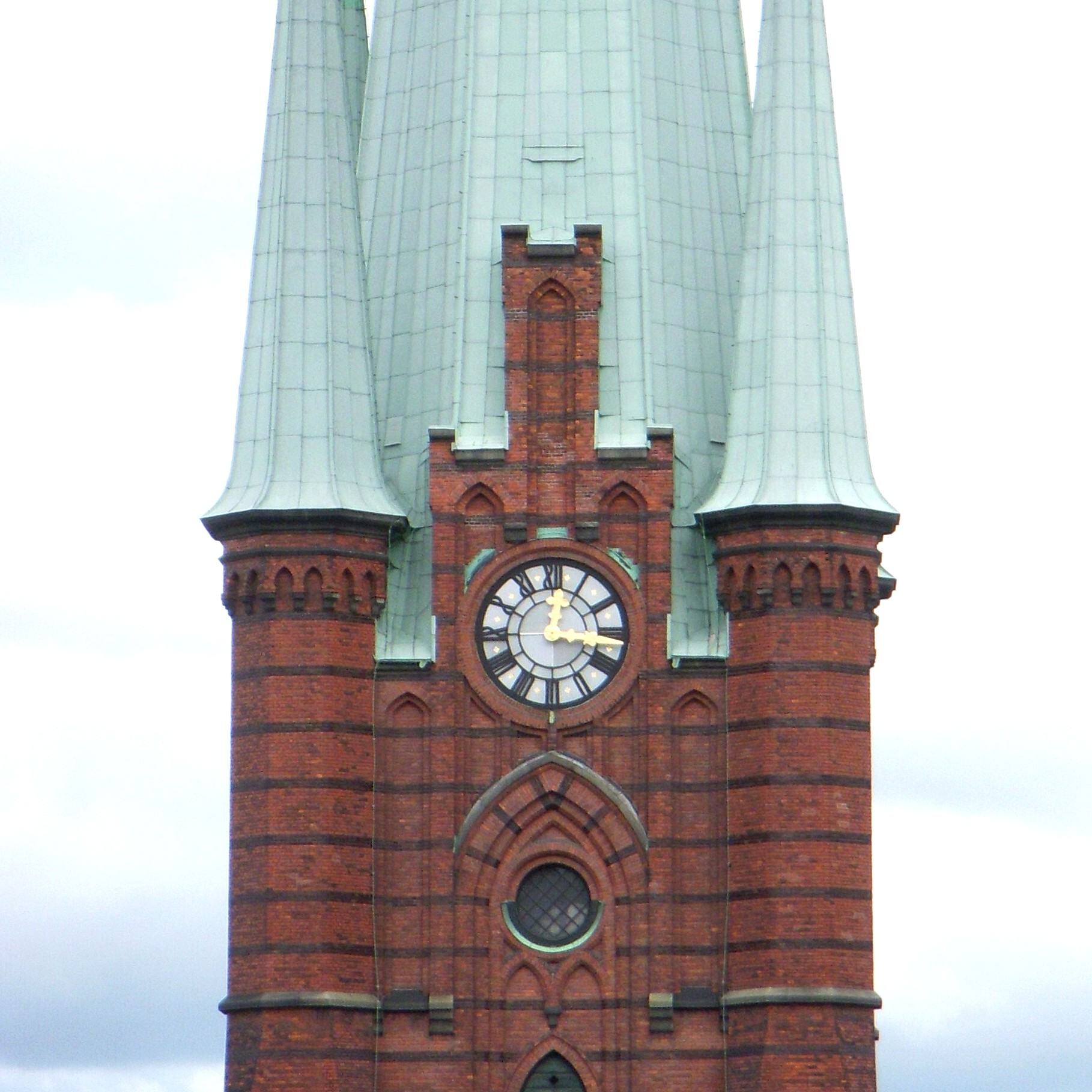
Le clocher (détail).
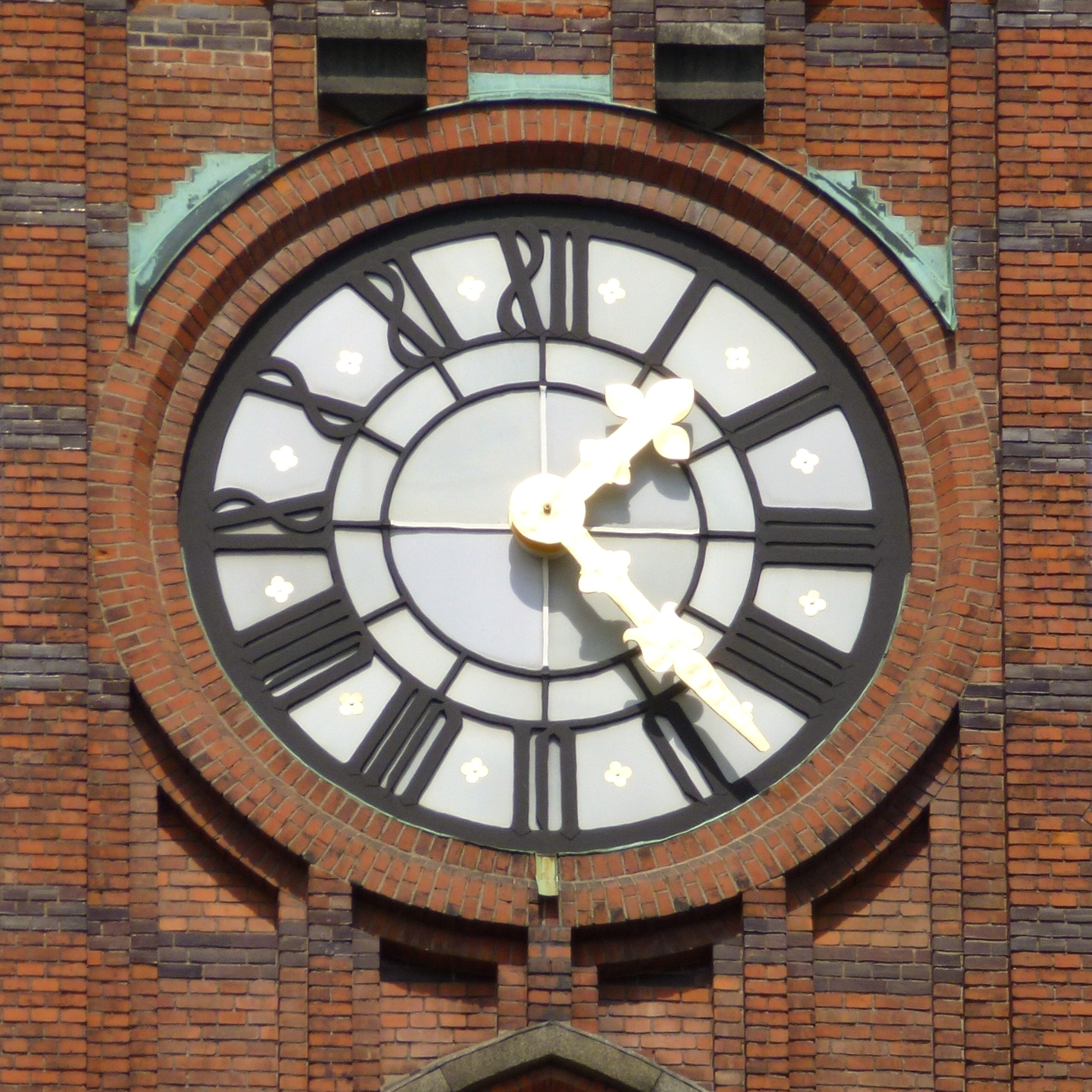
L'horloge.

### Vues intérieurs du clocher

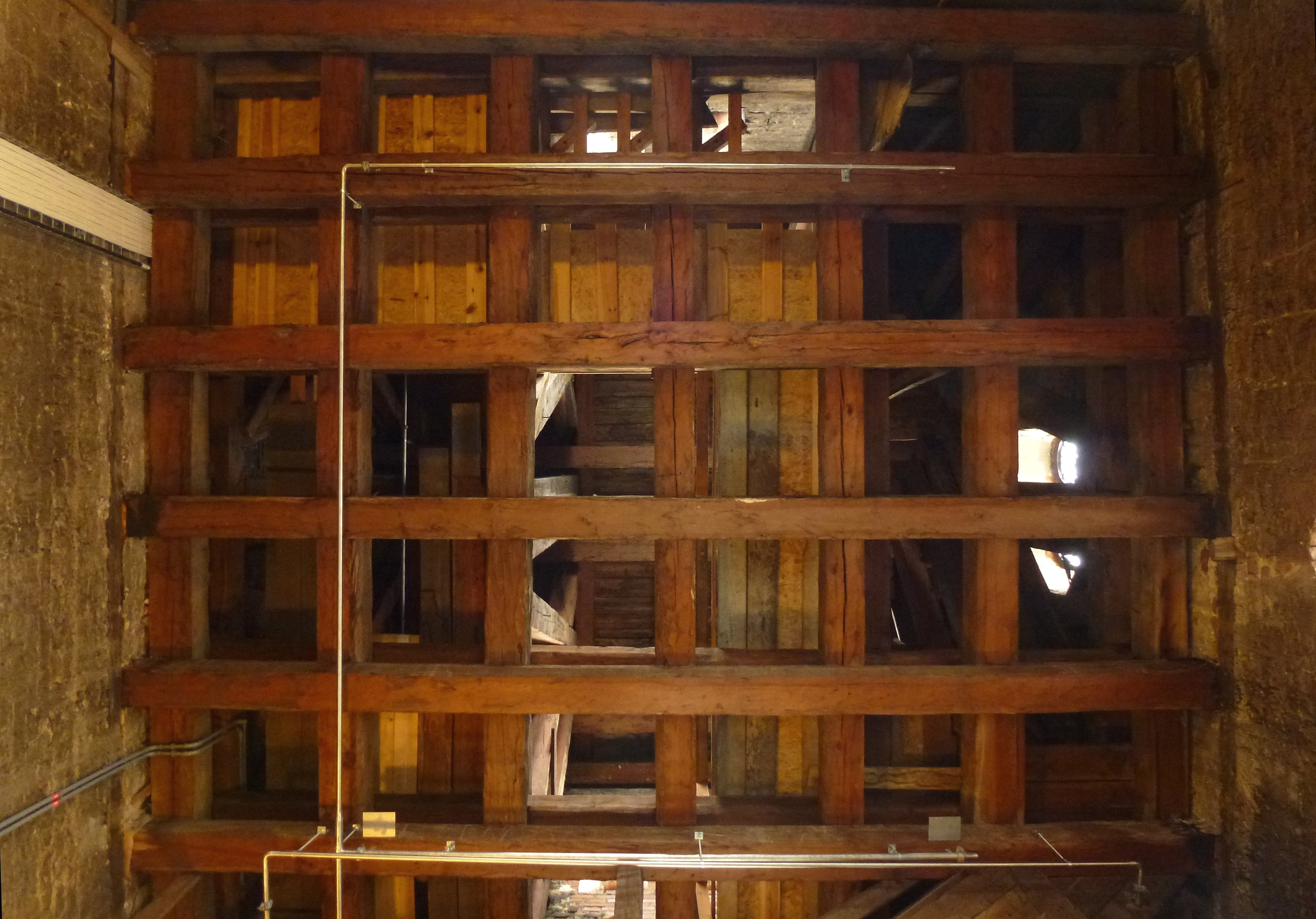
Le clocher
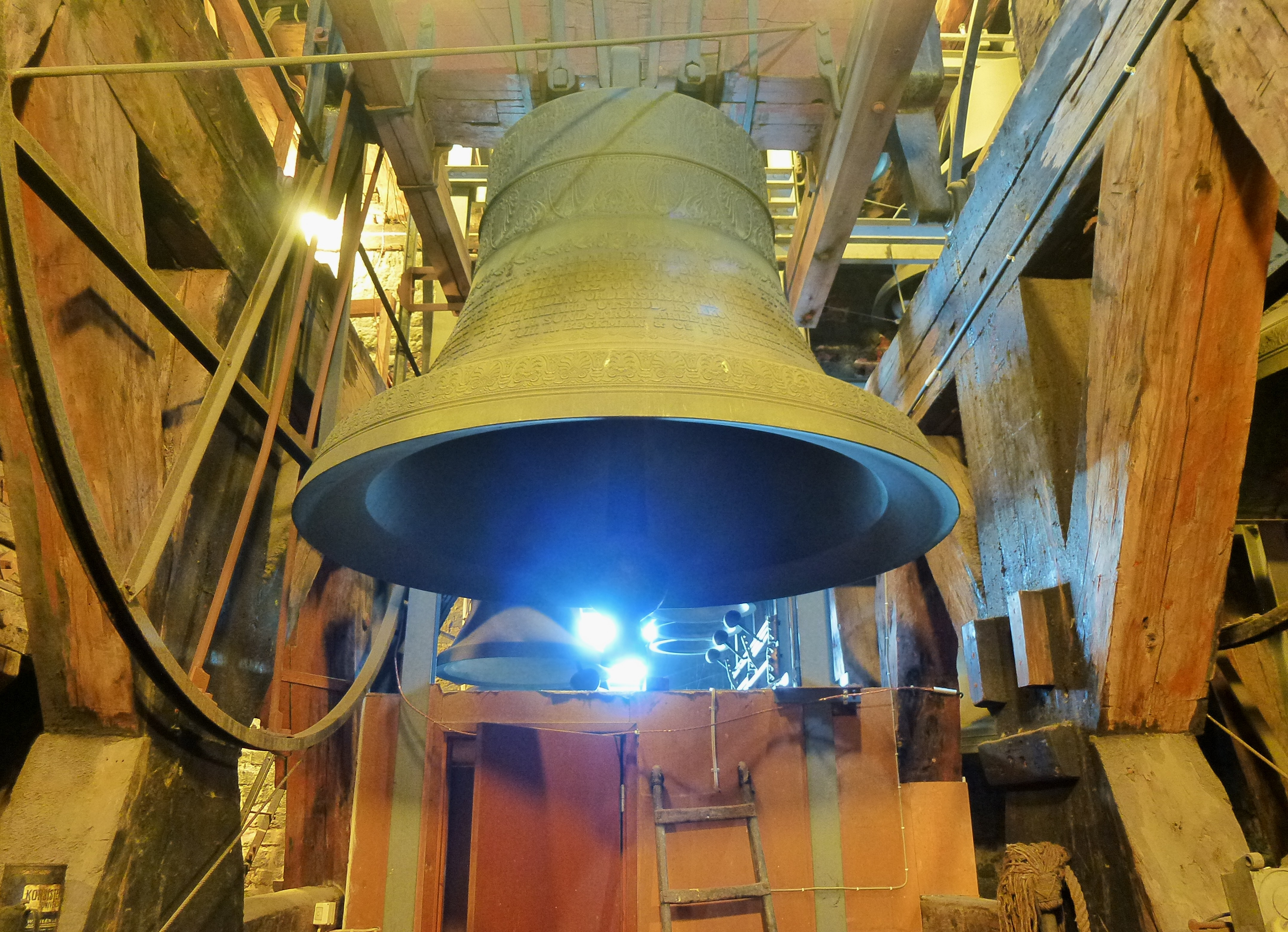
La grosse cloche.
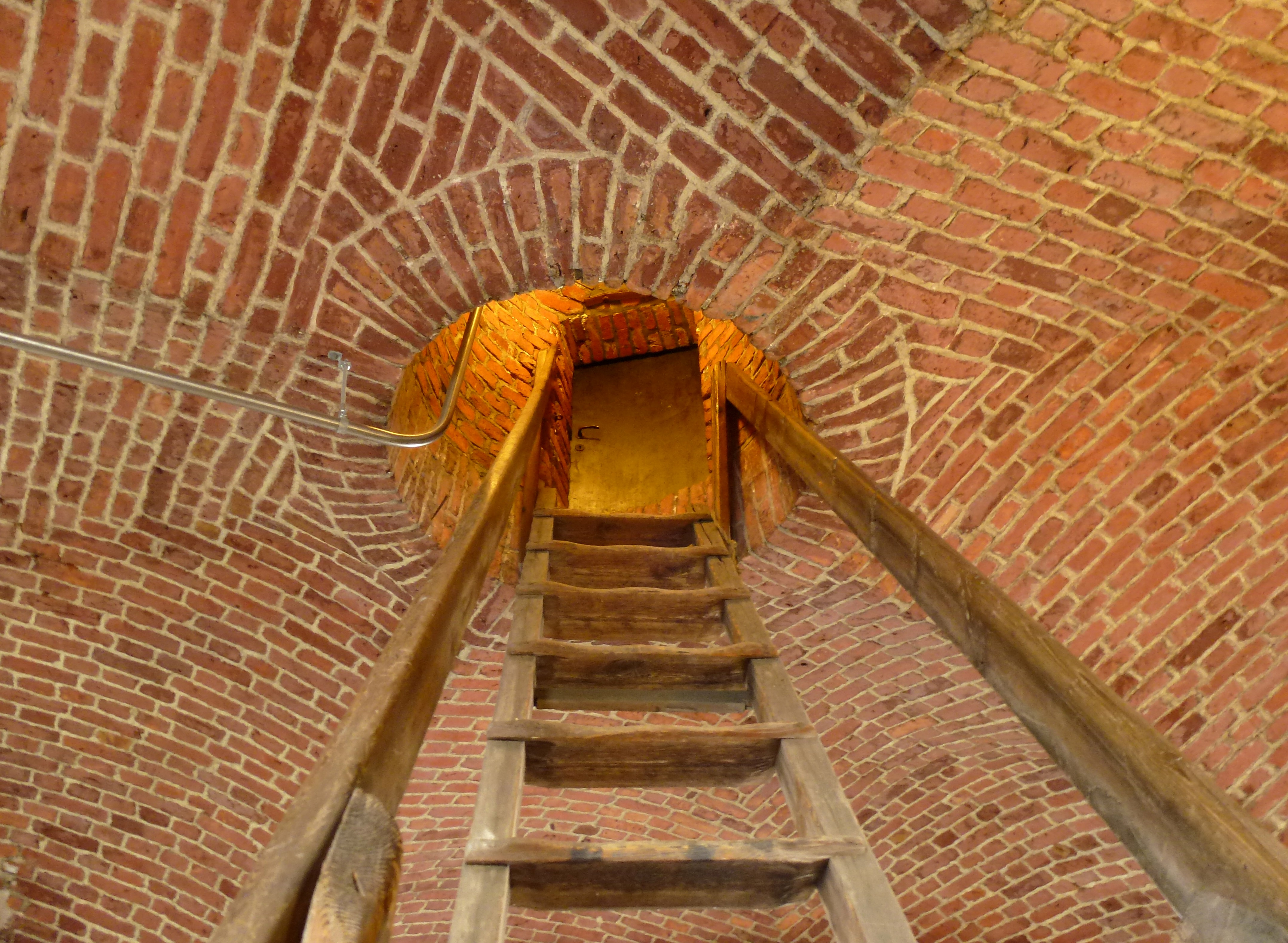
L'escalier accédant au mécanisme de l'horloge.
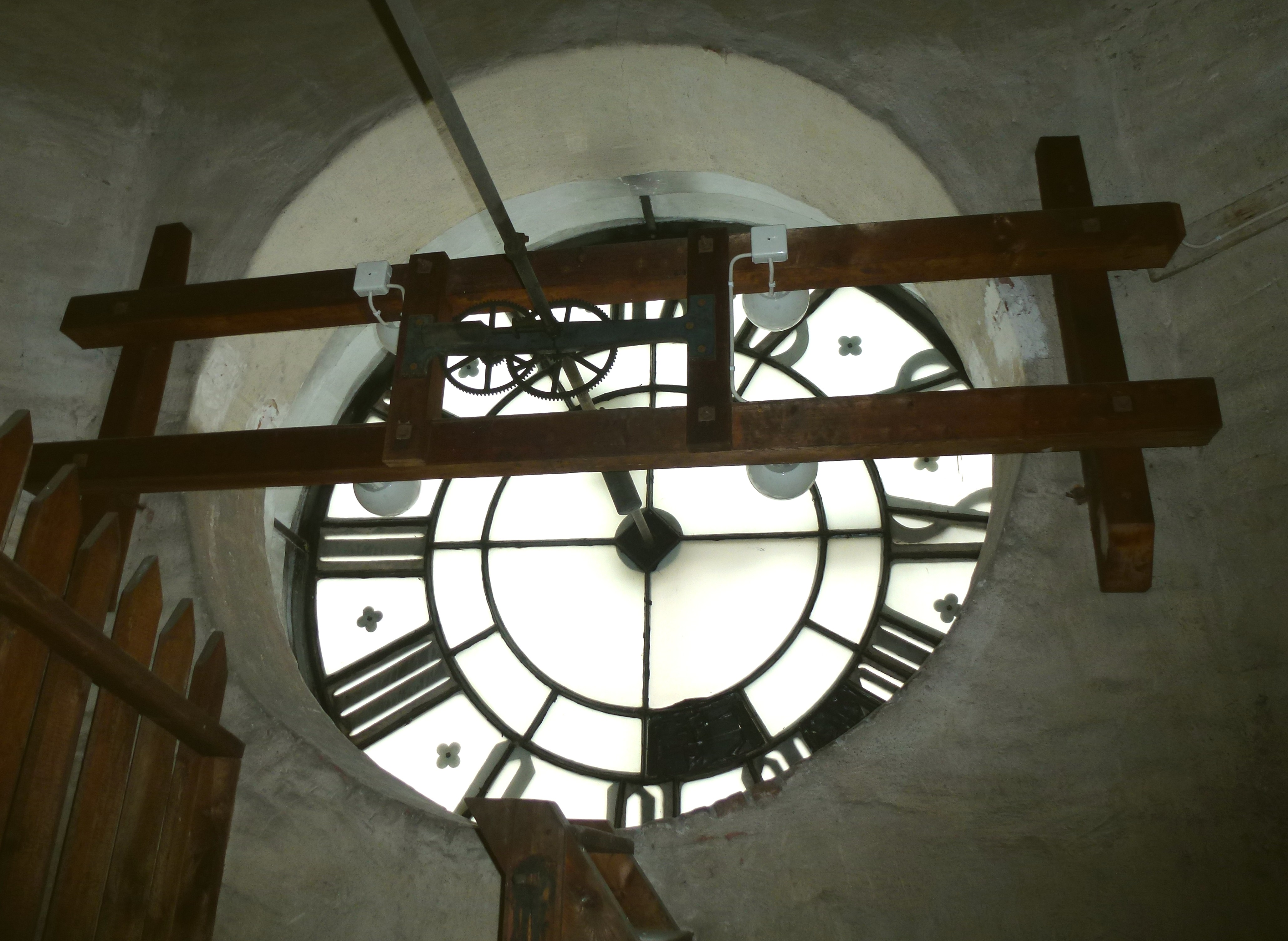
L'horloge vue de l'intérieur.

### Carillon et horloge

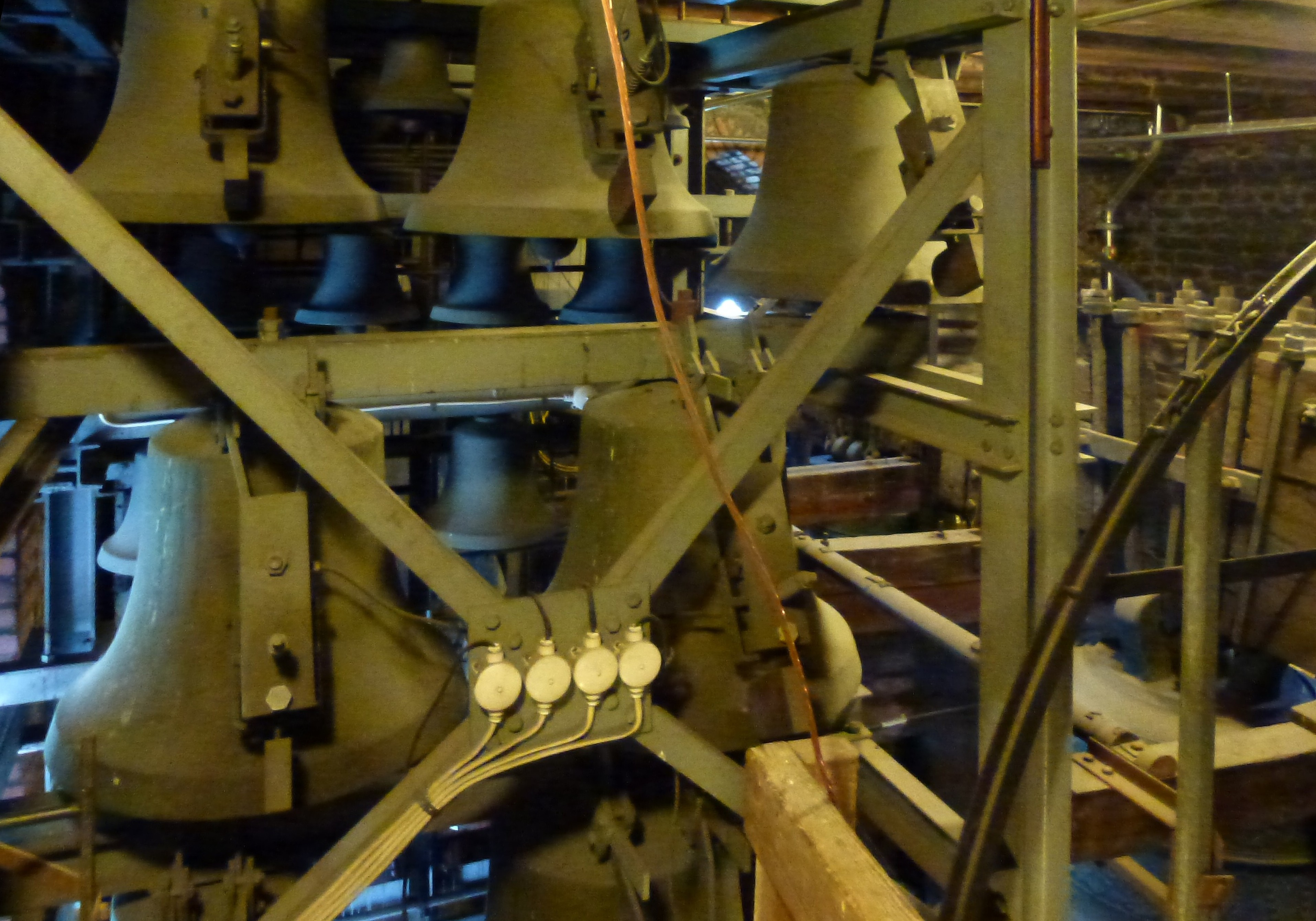
Le carillon.

Le carillon de l'église Sainte-Claire a été inauguré le 9 septembre 1965. Il se compose de 35 cloches de bronze d'une portée de trois octaves. Lors de représentations, il peut être actionné de façon manuelle avec pieds et mains depuis une petite pièce située dans le clocher. Le carillonneur doit porter une protection auditive, car il se trouve immédiatement en dessous des cloches.
La plus grosse cloche pèse 1 700 kg, et la plus petite 20 kg. Le poids total du carillon est de 8 600 kg. Il s'agit d'un don de Gösta Åhlén (fils du fondateur des magasins Åhléns, Johan Petter Åhlén) et de son épouse. La grosse cloche porte une inscription signée du pasteur et poète Anders Frostenson :
Les heures du jour défilent

Dans le feu du moment

Le cœur trouve son repos

Dans la grâce d'un enfant
L'horloge, qui a été installé par Westerstrand & Söner lors des travaux de restauration des années 1960, fonctionne aujourd'hui à l'électricité. L'ancien mécanisme a toutefois été conservé, il provient de la fameuse fabrique horlogère Linderoth de la rue Drottninggatan.

## Cimetière
Dans le cimetière qui entoure l'église, on trouve les tombes des poètes Carl Michael Bellman et Anna Maria Lenngren, de l'écrivain Carl Gustaf af Leopold, du Premier ministre Gustaf Åkerhielm et de Cajsa Warg, auteur au XVIIIe siècle d'un célèbre livre de cuisine.
Dans l'église se trouvent aussi un certain nombre d'épitaphes. Le cimetière est entouré d'une clôture en fonte et la chapelle date de 1889.

### Note
- (sv) Cet article est partiellement ou en totalité issu de l’article de Wikipédia en suédois intitulé « Klara kyrka » (voir la liste des auteurs).